# Coasta Mare (okręg Marusza)
Coasta Mare – wieś w Rumunii, w okręgu Marusza, w gminie Râciu. W 2011 roku liczyła 169 mieszkańców.